# (37798) 1997 WU24
(37798) 1997 WU24 est un astéroïde de la ceinture principale d'astéroïdes découvert en 1997.

## Description
(37798) 1997 WU24 a été découvert le 28 novembre 1997 à l'observatoire de Kitt Peak, situé dans l'Arizona (États-Unis), par le projet Spacewatch de l’université de l'Arizona.

### Caractéristiques orbitales
L'orbite de cet astéroïde est caractérisée par un demi-grand axe de 2,32 ua, un périhélie de 1,94 ua, une excentricité de 0,16 et une inclinaison de 0,94° par rapport à l'écliptique. Du fait de ces caractéristiques, à savoir un demi-grand axe compris entre 2 et 3,2 ua et un périhélie supérieur à 1,666 ua, il est classé, selon la JPL Small-Body Database, comme objet de la ceinture principale d'astéroïdes.

### Caractéristiques physiques
(37798) 1997 WU24 a une magnitude absolue (H) de 17,0 et un albédo estimé à 0,095.